# Božena Hlinková-Liebscherová

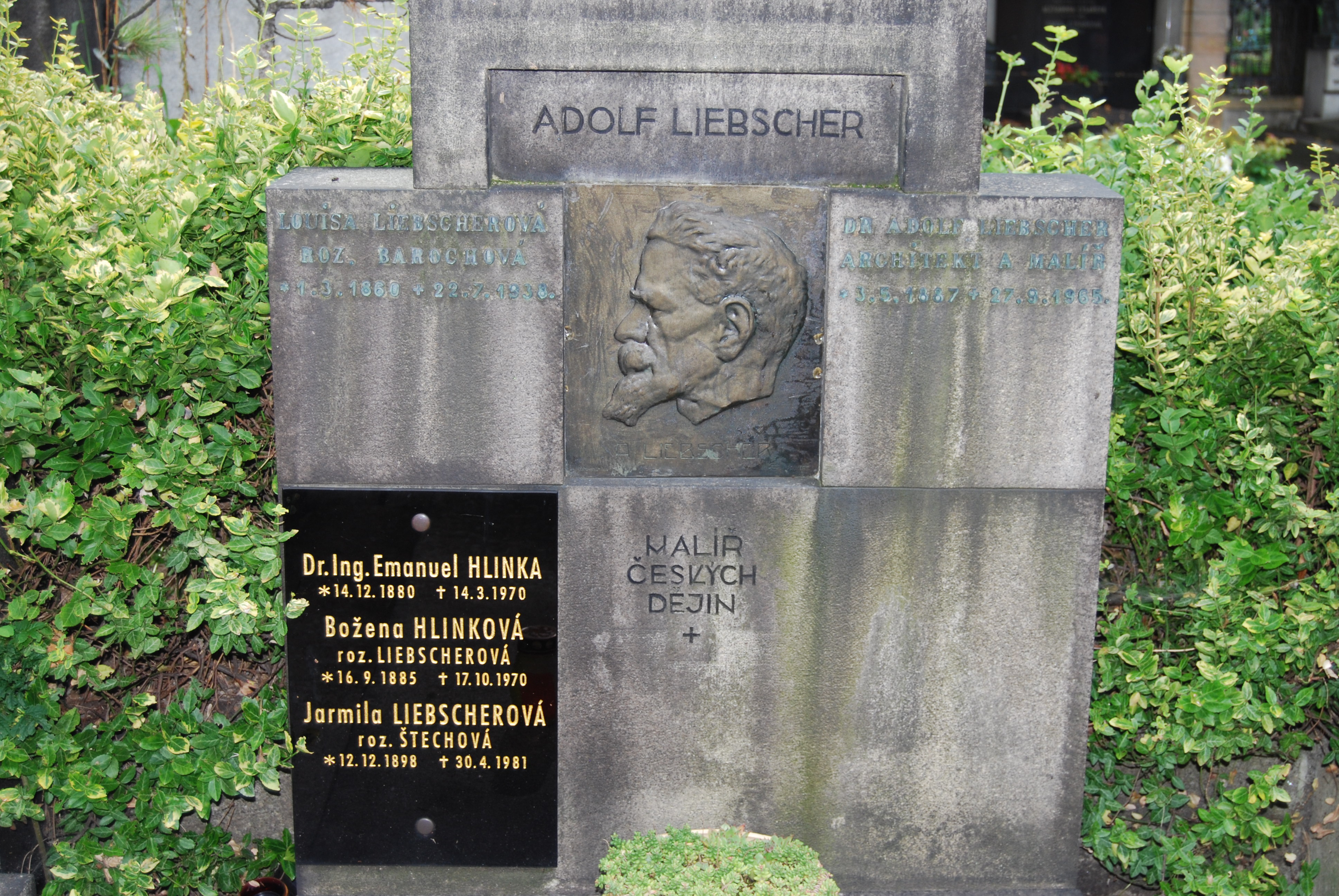
Hrobka Adolfa Liebschera, Vyšehradský hřbitov

Božena Hlinková-Liebscherová (16. září 1885 Praha – 17. října 1970 Praha) byla česká malířka a kreslířka, autodidakt.

## Život
Narodila se na Novém Městě v Praze jako prvorozená, do rodiny malíře Adolfa Liebschera a jeho ženy Aloisie rozené Barochové. Žila v umělecké rodině i se svým o dva roky mladším bratrem Adolfem a toto prostředí mělo velký vliv na její budoucí život. Obecnou školu navštěvovala na Vinohradech a dál se vzdělávala ve vyšší dívčí škole. Často navštěvovala svého otce v jeho atelieru, kde jí postupně zasvěcoval do tajů kresby a malby. V letech svého dospívání jezdila často se svými rodiči na časté zahraniční cesty a tam navštěvovala věhlasné galerie ve Florencii, Římě či Drážďanech. Takto se Božena Liebscherová seznamovala se světovým malířstvím, ale i s prací svého otce. Nikdy nestudovala žádnou uměleckou školu, ale byla učenlivou žačkou svého otce a pod jeho vedením se stala zručnou kreslířkou a malířkou. V roce 1909 se provdala za stavebního adjunkta Emanuela Hlinku a krátkou dobu manželé žili v podkrovním bytě v Husově ulici v Praze. V době 1. světové války jezdila do Itálie a tam navštěvovala svého manžela, který sloužil na italské frontě. Z těchto jejích cest se dochovalo pouze několik kreseb. V roce 1918 se manželům Hlinkovým narodila dcera Eva a tři roky na to syn Adolf. V roce 1919 po smrti svého otce převzala spolu s bratrem celou uměleckou pozůstalost a podílela se mimo jiné na realizaci a přípravě výstavy otcových obrazů v Topičově salonu v roce 1928 a následně i další výstavy souborného díla bratří Adolfa a Karla Libscherů v roce 1943 ve výstavní síni Mysbek. Ve chvílích volna se nadále věnovala své výtvarné zálibě, dochovali se však zejména obrázky z cest k moři do Chorvatska a z letních pobytů v Potštejně. Božena Hlinková-Liebscherová zemřela v říjnu roku 1970, půl roku po úmrtí svého manžela. Pohřbena je na Vyšehradském hřbitově v Praze.
Její malířský odkaz je skromný a tvoří jej drobné kresby tužkou, akvarely a několik olejomaleb povětšinou s krajinnými motivy. Její díla se nacházejí v galeriích jen sporadicky a povětšinou se nalézají v soukromých sbírkách. Malovala pro radost, ale neměla nikdy pražádnou potřebu prezentovat své dílo.